# Afrocelestis minuta
Afrocelestis minuta är en fjärilsart som beskrevs av László Anthony Gozmány. Afrocelestis minuta ingår i släktet Afrocelestis och familjen äkta malar. Inga underarter finns listade i Catalogue of Life.